# Lännässjön
Lännässjön är en sjö i Bergs kommun i Jämtland och ingår i Ljungans huvudavrinningsområde. Sjön är 13 meter djup, har en yta på 19,3 kvadratkilometer och befinner sig 437 meter över havet. Sjön avvattnas av vattendraget Ljungan.
Sjösystemet binder ihop byarna Fotingen, Skålan och Klövsjö.
Under flottningsepoken drog ångbåtar timmer på sjön. Tidigare gick också kyrkbåtar från Skålan till kyrkbyn Klövsjö.
Sjön inbjuder också under sommarmånaden juli till solbadning vid de många grunda sandstränderna som till exempel Sånna (sundet) i Klövsjö.
- Fiskarter i Lännässjön:
- abbarr (abborre) ... perca fluviatilis
- aure (insjööring) ... salmo trutta lacustris
- bekkaure (bäcköring) ... salmo trutta fario
- blaosik (blåsik) ... coregonus megalops
- gjedde (gädda) ... esox lucius
- har (harr) ... thymallus thymallus
- lăkă (lake) ... lota lota
- rør (fjällröding) ... salvelinus alpinus
- storaure (laxöring) ...
- storsik  (storsik) ... coregonus maxillari

## Delavrinningsområde
Lännässjön ingår i delavrinningsområde (694281-141278) som SMHI kallar för Utloppet av Lännässjön. Medelhöjden är 563 meter över havet och ytan är 113,2 kvadratkilometer. Räknas de 301 avrinningsområdena uppströms in blir den ackumulerade arean 2 597,65 kvadratkilometer. Avrinningsområdets utflöde Ljungan mynnar i havet. Avrinningsområdet består mestadels av skog (69 procent). Avrinningsområdet har 19,25 kvadratkilometer vattenytor vilket ger det en sjöprocent på 17 procent. Bebyggelsen i området täcker en yta av 0,97 kvadratkilometer eller 1 procent av avrinningsområdet.